# Sebastian von Hatzfeld
Sebastian von Hatzfeld (* nach 1523; † im 16. Jahrhundert) war Domherr in Münster.

## Leben
Sebastian von Hatzfeld entstammte dem edelfreien Geschlecht von Hatzfeld, das aus dem oberen Lahngau kam und dessen Name sich von dem Stammhaus Hatzfeld ableitete. Zahlreiche namhafte Persönlichkeiten sind daraus hervorgegangen. Er war der Sohn des Hermann von Hatzfeld zu Werther (1493–1539) und dessen Gemahlin Anna Droste von Schweckhausen († 1553). Sie heirateten 1523. Durch die Ehe, die acht Kinder hervorbrachte, kam 1526 die Herrschaft Werther in den Besitz der Familie. Sebastians Bruder Johann († 1564, ⚭ Anna von Wendt) wurde Nachfolger seines Vaters als Herr zu Werther. Sein Bruder Heinrich war Domherr in Münster, Mainz und Paderborn, Wilhelm Domherr in Münster und Paderborn. Sebastians Onkel Georg war Domdechant in Münster.
Im Jahre 1558 erhielt er eine münstersche Dompräbende, auf die er bereits im Jahr darauf verzichtete. Die Quellenlage gibt keinen weiteren Aufschluss über seinen weiteren Lebensweg.